# Informatikai védelmi rendszer
Az informatikai védelmi rendszer általában egy előre megtervezett, majd e terv alapján felépített, teljes körű, zárt és a kockázatokkal arányos rendszer.

## Életciklus
A védelmi rendszer életciklusa a döntéssel kezdődik, mellyel elhatározzák létrehozását, és a kivonással fejeződik be, mely során a rendszert lecserélik, illetve leállítják.
A teljes életciklus:

### Döntés
A biztonsági rendszer életciklusa a döntéssel kezdődik. A döntés dokumentálásában meghatározandó a biztonsági rendszer szükségességének indoklása, illetve a finanszírozás feltételei, módja.

### Előkészítés
- koncepció felállítása
- pályázat kiírása
- szerződéskötés
- projekt indítása
- biztonságpolitika felállítása
- követelményrendszer meghatározása

### Tervezés
- védelmi rendszerterv elkészítése
  - fizikai védelmi terv
  - logikai védelmi terv
- üzletmenet-folytonossági terv elkészítése
- implementációs terv(ek) elkészítése
- tesztterv elkészítése

### Megvalósítás
- implementáció
- dokumentáció lezárás
- oktatás
- tesztelés
- átadás-átvétel
- szabályozási környezet kialakítása

Az implementáció során a tervekben meghatározott védelmi funkciókat és intézkedéseket valósítják meg a védelmi rendszerterv, illetve az azon alapuló implementációs terv alapján.
A rendszer tesztelése során a teszttervben leírtaknak megfelelően tesztelik az egyes elemeket, majd a rendszer egészét. A teljes tesztsorozat dokumentált. A sikeres teszteket üzemi tesztüzem követi, mely már valós feltételek és körülmények között folyik. Az itt felbukkanó hibákat kiértékelik, majd indokolt esetben ennek megfelelő módosításokat eszközölnek a védelmi rendszeren.
A letesztelt rendszert átadás-átvételi eljárás keretében adják át a megrendelőnek. Az átvétel idejére a rendszert használók már átestek az oktatáson, ezt akár többféle tematikával is megírhatták a felhasználók eltérő szerepkörei miatt (például más lehet az oktatás egy rendszermérnöknek, és más egy egyszerű ellenőrnek).

### Üzemeltetés
- biztonság menedzsment
  - logikai védelem
  - fizikai védelem
  - vírusvédelem
  - üzletmenet-folytonosság

### Kivonás
A rendszert lecserélik vagy rekonstruálják